# ヤナ・ベロモイナ
ヤナ・ベロモイナ（Yana Belomoina、1992年11月2日 - ）は、ウクライナ・キエフ出身の女子自転車競技（マウンテンバイク・クロスカントリー(XC)）選手。2012年ロンドンオリンピックのウクライナ代表で13位となった。2014年ワールドカップU23で総合優勝。

## 主な戦歴
- オリンピック マウンテンバイク・クロスカントリー
  - 2012年 13位 クロスカントリー  ロンドン

- マウンテンバイク世界選手権
  - 2009年 15位 クロスカントリー ジュニア  キャンベラ
  - 2010年  2位 クロスカントリー ジュニア  モン・サンタンヌ
  - 2011年 6位 クロスカントリー U23  シャンペリ
  - 2012年  2位 クロスカントリー U23  ザールフェルデン
  - 2013年  3位 クロスカントリー U23  ピーターマリッツバーグ
  - 2014年  4位 クロスカントリー U23  ハーフィエル
  - 2015年  3位 クロスカントリー  ヴァルノード

- マウンテンバイク世界選手権マラソン
  - 2015年 6位 クロスカントリーマラソン  ドロミテ

- UCIマウンテンバイクワールドカップ
  - 2011年 クロスカントリー U23 総合5位
    - #6  優勝  ノヴェー・ムニェスト・ナ・モラヴィエ
    - #7  優勝  ヴァル・ディ・ソーレ

  - 2012年  クロスカントリー U23 総合優勝
    - #1  2位  ピーター・マリッツバーグ
    - #2  優勝  ハウファリズ
    - #3  2位  ノヴェー・ムニェスト・ナ・モラヴィエ
    - #4  優勝  ラ・ブルス
    - #5  2位  モン・サンタンヌ
    - #7  2位  ヴァル＝ディゼール

  - 2013年 クロスカントリー U23 総合2位
    - #1  3位  アルプシュタット
    - #2  3位  ノヴェー・ムニェスト・ナ・モラヴィエ
    - #3  優勝  ヴァル・ディ・ソーレ
    - #4  優勝  ヴァルノード
    - #6  3位  ハーフィエル

  - 2014年  クロスカントリー U23 総合優勝
    - #3  2位  ノヴェー・ムニェスト・ナ・モラヴィエ
    - #4  2位  アルプシュタット
    - #5  優勝  モン・サンタンヌ
    - #6  2位  ウィンダム
    - #7  2位  メリベル

  - 2015年 クロスカントリー 総合14位
    - #1 25位  ノヴェー・ムニェスト・ナ・モラヴィエ
    - #2 16位  アルプシュタット
    - #3 11位  レンツァーハイデ
    - #4 14位  モン・サンタンヌ
    - #5 9位	 ウィンダム
    - #6 12位  ヴァル・ディ・ソーレ

- 欧州大陸選手権
  - 2013年  優勝 クロスカントリー  U23  ベルン
  - 2014年 6位 クロスカントリー U23  ザンクト・ヴェンデル
  - 2015年 5位 クロスカントリー  ラモザノ

- ヨーロッパ競技大会
  - 2015年 7位  バク クロスカントリー

- ウクライナ国内選手権
  - 2012年  優勝 クロスカントリー
  - 2013年  優勝 クロスカントリー
  - 2014年  優勝 クロスカントリー
  - 2015年  優勝 クロスカントリー